# Reference News
=Reference News (chinês: 参考消息, pinyin: Cānkǎo Xiāoxī) é um jornal chinês. Fundado em 1931, ocupa a 7ª posição no mundo em circulação e o 1ª na China.
O Reference News foi publicado pela primeira vez em 7 de novembro de 1931. As primeiras edições do jornal foram publicadas sob diferentes títulos em Ruijin até que foi renomeado Reference News em 1942. É publicado pela Xinhua News Agency (anteriormente Red China News Agency, 1931 – 1937). Como agência de notícias oficial do governo chinês, a Xinhua traduz e republica artigos de agências de notícias estrangeiras. Antes da década de 1980, era o único canal oficial para o público chinês ter um vislumbre do mundo exterior. O jornal também é publicado nas línguas uigur, cazaque, coreano e mongol para grupos étnicos minoritários na China.
O Reference News estava inicialmente disponível apenas para os quadros e suas famílias, mas foi disponibilizado para todo o público chinês em face da crescente concorrência e, posteriormente, sua circulação caiu de 11 milhões em 1980 para 4 milhões em 1985.